# USS Alabama (BB-8)
O USS Alabama foi um couraçado pré-dreadnought da classe Illinois construído para a Marinha dos Estados Unidos. Ele foi o segundo navio de sua classe e o segundo a levar esse nome. Sua quilha foi batida em dezembro de 1896 no estaleiro William Cramp & Sons, e ele foi lançado em maio de 1898. Ele foi comissionado na frota em outubro de 1900. O navio estava armado com uma bateria principal de quatro canhões de 330 milímetros e ele tinha uma velocidade máxima de dezesseis nós (trinta quilômetros por hora).
O Alabama passou os primeiros sete anos de sua carreira na Frota do Atlântico Norte conduzindo treinamento em tempos de paz. Em 1904, ele fez uma visita à Europa e percorreu o Mediterrâneo. Ele participou do cruzeiro da Great White Fleet até que danos em seu maquinário a forçaram a deixar o cruzeiro em San Francisco. Em vez disso, ele completou uma circum-navegação mais curta na companhia do encouraçado Maine. O navio recebeu uma extensa modernização de 1909 a 1912, após o que foi usado como navio de treinamento na Frota de Reserva do Atlântico. Ele continuou nesse papel durante a Primeira Guerra Mundial. Após a guerra, o Alabama foi retirado do registro naval e enviado para testes de bombardeio conduzidos em setembro de 1921. Ele foi afundado nos testes pelos bombardeiros do Serviço Aéreo do Exército dos EUA e posteriormente vendido para sucata em março de 1924.

## Descrição
O trabalho de design na classe Illinois de começou em 1896, época em que a Marinha dos Estados Unidos tinha poucos encouraçados modernos em serviço. O debate inicial sobre a possibilidade de construir um novo projeto de borda livre baixa como a classe Indiana já em serviço ou navios de borda livre mais alta como Iowa (então em construção) levaram à decisão de adotar o último tipo. O armamento secundário misto de 152 e 203 milímetros de classes anteriores foi padronizado para armas de apenas 152 milímetros para economizar peso e simplificar o abastecimento de munição. Outra grande mudança foi a introdução de torres modernas e equilibradas com faces inclinadas, em vez das antigas torres de estilo "Monitor" dos encouraçados americanos anteriores.
O Alabama tinha 114 metros de comprimento total e tinha uma boca de 22 metros e um calado de sete metros. Ele deslocava 11 751 toneladas conforme projetado e até 12 450 em plena carga. O navio era movido por motores a vapor de expansão tripla com dois eixos avaliados em 16 mil cavalos de potência, acionando duas hélices helicoidais. O vapor era fornecido por oito caldeiras flamotubulares a carvão, que eram canalizadas para um par de funis colocados lado a lado. O sistema de propulsão gerava uma velocidade máxima de dezesseis nós (trinta quilômetros por hora). Como construído, ele foi equipado com mastros militares pesados, mas estes foram substituídos por mastros treliçados em 1909. Ele tinha uma tripulação de 536 oficiais e praças, que aumentaram para 690 – 713 em atualizações futuras.
O navio estava armado com uma bateria principal de quatro canhões calibre 330 milímetros, com 35 calibres de comprimento, em duas torres de canhões duplos na linha central, uma à frente e outra à ré. A bateria secundária consistia em quatorze canhões Mark IV de 152 milímetros, com 40 calibres de comprimento, que foram colocados em casamatas no casco. Para defesa de curto alcance contra torpedeiros, ele carregava dezesseis canhões de 6 libras montados em casamatas ao longo da lateral do casco e seis canhões de 1 libra. Como era padrão para os navios capitais da época, o Alabama carregava quatro tubos de torpedos de 457 milímetros em lançadores montados no convés.
O cinturão blindado do Alabama tinha 419 milímetros de espessura sobre os paióis e os espaços das máquinas de propulsão e 102 milímetros em outras partes. As torres de canhão da bateria principal tinham 356 milímetros de espessuras em suas paredes, e as barbetas de sustentação tinham 381 milímetros de blindagem em seus lados expostos. A blindagem da bateria secundária consistia em chapas de 152 milímetros de espessura nas paredes das casamatas. A torre de comando tinha 254 milímetros de blindagem em suas paredes.

## Histórico de serviço

### Construção – 1911

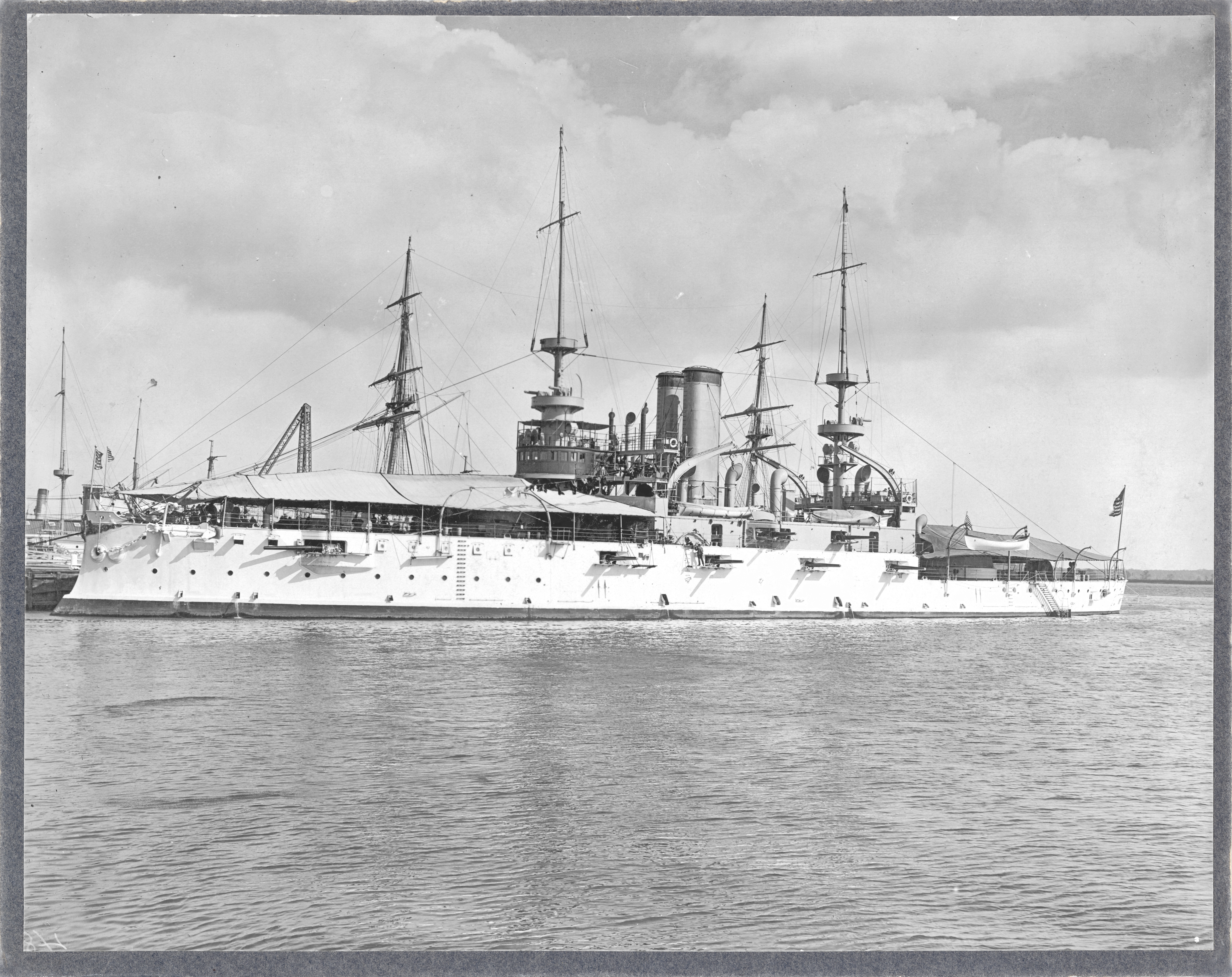
O Alabama em 1904

O Alabama teve sua quilha batida no estaleiro William Cramp & Sons na Filadélfia em 2 de dezembro de 1896 e foi lançado em 18 de maio de 1898. Ele foi comissionado em 16 de outubro de 1900, o primeiro membro de sua classe a entrar em serviço. O primeiro comandante do navio foi o capitão Willard H. Brownson. O Alabama foi designado para o Esquadrão do Atlântico Norte, embora tenha permanecido na Filadélfia até 13 de dezembro, quando fez uma visita a Nova York, onde permaneceu até janeiro de 1901. No dia 27, o Alabama navegou para o sul em direção ao Golfo do México, onde se juntou ao resto do Esquadrão do Atlântico Norte para exercícios de treinamento ao largo de Pensacola, Flórida. Em agosto de 1901, enquanto o Esquadrão do Atlântico Norte conduzia tiro ao alvo na Ilha de Nantucket, o Alabama experimentou um surto de caxumba e foi colocado em quarentena, incapaz de participar.
Nos seis anos seguintes, ele seguiu um padrão de treinamento de frota no Golfo do México e no Caribe durante o inverno, seguido de reparos e depois operações na costa leste dos Estados Unidos a partir do meio do ano. A única interrupção ocorreu em 1904, quando ele, os encouraçados Kearsarge, Maine e Iowa, e os cruzadores protegidos Olympia, Baltimore e Cleveland fizeram uma visita ao sul da Europa. Durante a viagem, eles pararam em Lisboa, Portugal, antes de percorrerem o Mediterrâneo até meados de agosto. Eles então cruzaram novamente o Atlântico, parando nos Açores durante o caminho, e chegaram a Newport, Rhode Island, em 29 de agosto. No final de setembro, o Alabama entrou em doca seca no League Island Navy Yard para reparos, que foram concluídos no início de dezembro. Em 31 de julho de 1906, o navio se envolveu em uma colisão com seu companheiro de classe Illinois.
A próxima ação significativa do Alabama foi o cruzeiro da Grande Frota Branca ao redor do mundo, que começou com uma revisão naval para o presidente Theodore Roosevelt em Hampton Roads. O cruzeiro da Grande Frota Branca foi concebido como uma forma de demonstrar o poder militar americano, particularmente para o Japão. As tensões começaram a aumentar entre os Estados Unidos e o Japão após a vitória deste último na Guerra Russo-Japonesa em 1905, particularmente sobre a oposição racista à imigração japonesa para os Estados Unidos. A imprensa de ambos os países começou a convocar a guerra, e Roosevelt esperava usar a demonstração de poderio naval para deter a agressão japonesa.
Em 17 de dezembro, a frota partiu de Hampton Roads e navegou para o sul até o Caribe e depois para a América do Sul, fazendo escalas em Port of Spain, Rio de Janeiro, Punta Arenas e Valparaíso, entre outras cidades. Após chegar ao México em março de 1908, a frota passou três semanas praticando artilharia. A frota então retomou sua viagem pela costa do Pacífico das Américas, parando em São Francisco, onde o Alabama foi separado do restante da frota. O navio não conseguiu acompanhar a frota devido a um cilindro rachado, que exigiu reparos no Mare Island Navy Yard. O encouraçado Maine também deixou a frota, pois suas caldeiras se mostraram muito ineficientes, exigindo quantidades excessivas de carvão.
Em 8 de junho, Alabama e Maine iniciaram a travessia do Pacífico de forma independente, via Honolulu, Havaí, Guam e Manila, nas Filipinas. Eles então cruzaram o sul para Cingapura em agosto e cruzaram o Oceano Índico, parando em Colombo, Ceilão e Aden na península arábica no caminho. Os navios então navegaram pelo Mediterrâneo, parando apenas em Nápoles, Itália, antes de fazer escala em Gibraltar e depois atravessar o Atlântico no início de outubro. Eles pararam nos Açores antes de chegarem à costa leste dos Estados Unidos em 19 de outubro; os dois navios então se separaram, com o Alabama navegando para Nova York, enquanto o Maine foi para Portsmouth, New Hampshire. Ambos os navios chegaram no dia seguinte. Após sua chegada, o Alabama foi reduzido ao status de reserva em 3 de novembro. Ele permaneceu em Nova York e, em 17 de agosto de 1909, foi desativado para uma grande reforma que durou até o início de 1912.

### 1912–1919

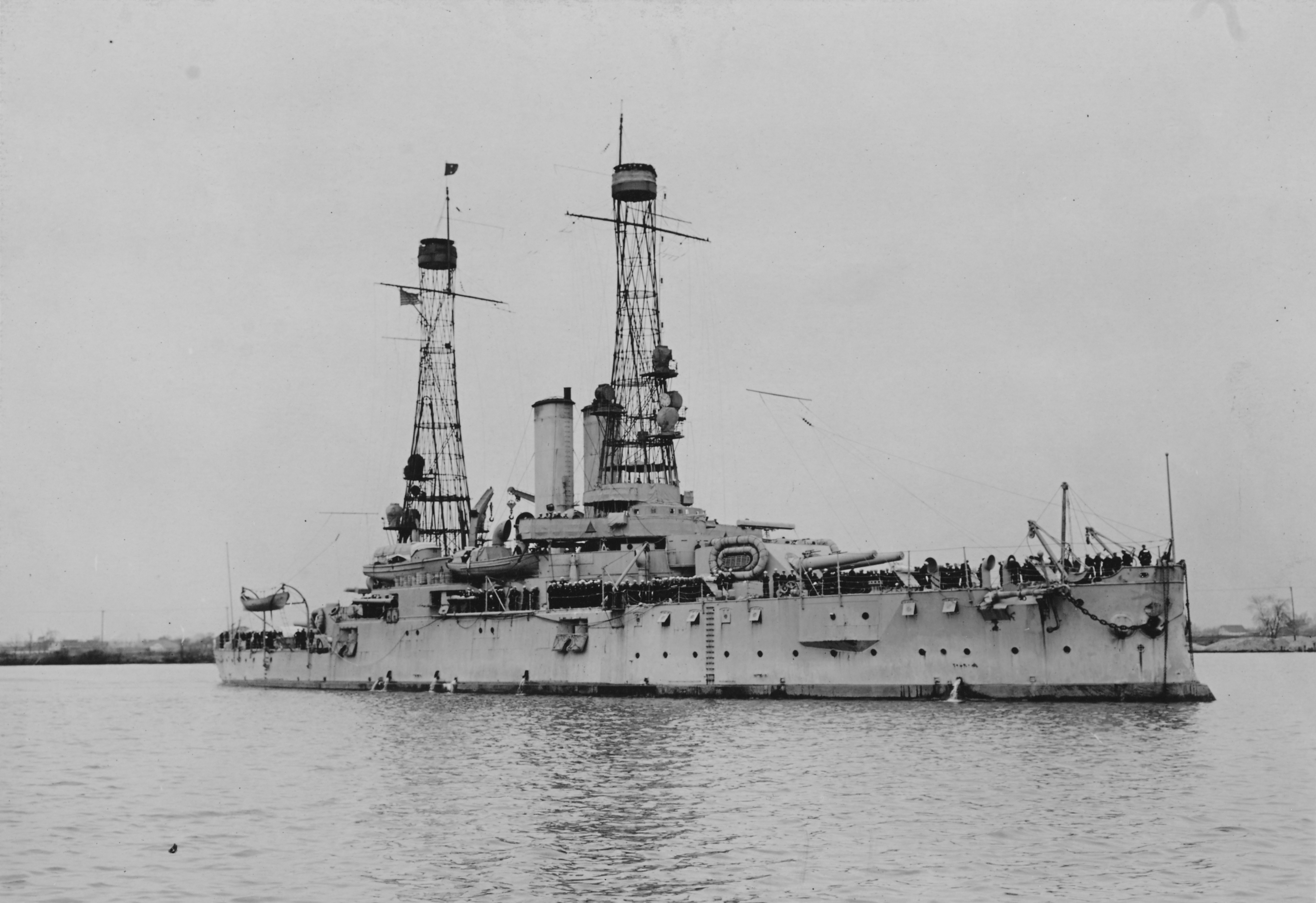
Alabama na Filadélfia em 1919

O Alabama voltou ao serviço em 17 de abril de 1912 na Atlantic Reserve Fleet, sob o comando do comandante Charles F. Preston. Os navios da Frota de Reserva do Atlântico - que incluía outros oito encouraçados e três cruzadores - foram mantidos em serviço com tripulações reduzidas que poderiam ser complementadas com milicianos navais e voluntários em caso de emergência. Havia oficiais e homens suficientes na Frota de Reserva do Atlântico para tripular dois ou três navios, o que lhes permitia levá-los ao mar em grupos rotativos para garantir que os navios estivessem em boas condições. Em 25 de julho, o Alabama foi temporariamente colocado em comissão total para o serviço com a Frota do Atlântico durante os exercícios de treinamento de verão, antes de retornar ao status de reserva em 10 de setembro. Em meados de 1913, a Marinha começou a usar a Frota de Reserva do Atlântico para treinar unidades de milícias navais. O Alabama operava na costa leste dos Estados Unidos e fez dois cruzeiros de treinamento para as Bermudas naquele verão para treinar homens das milícias navais de vários estados. Essas operações terminaram em 2 de setembro e em 31 de outubro ele foi novamente desativado.
O navio permaneceu praticamente inativo na Filadélfia pelos próximos três anos. Em 22 de janeiro de 1917, ele se tornou um navio de recebimento de recrutas navais. O Alabama foi transferido para o sul de Chesapeake para começar a treinar recrutas em meados de março. Pouco depois, em 6 de abril, os Estados Unidos declararam guerra à Alemanha. Dois dias depois, o Alabama tornou-se a nau capitânia da 1ª Divisão, Frota do Atlântico, e pelo resto da guerra ele continuou sua missão de treinamento na costa leste dos Estados Unidos. Durante este período, ela fez um cruzeiro para o Golfo do México do final de junho ao início de julho de 1918. Em 11 de novembro, a Alemanha assinou o armistício que pôs fim aos combates na Europa; Alabama continuou treinando recrutas navais, embora em um nível reduzido. Ele participou de manobras da frota em fevereiro e março de 1919 nas Índias Ocidentais antes de retornar à Filadélfia em abril para reparos. Seguiu-se um cruzeiro de treinamento de verão para aspirantes da Academia Naval dos Estados Unidos; O Alabama partiu da Filadélfia em 28 de maio com destino a Annapolis, onde chegou no dia seguinte. Depois de enfrentar um contingente de 184 aspirantes, ele partiu de Annapolis em 9 de junho. O cruzeiro foi para as Índias Ocidentais e passou pelo Canal do Panamá e voltou. Em meados de julho, o navio cruzava a costa da Nova Inglaterra. Ele voltou para o sul em agosto para manobras e, no final do mês, devolveu os aspirantes a Annapolis antes de atracar na Filadélfia.

### Testes de bombardeio

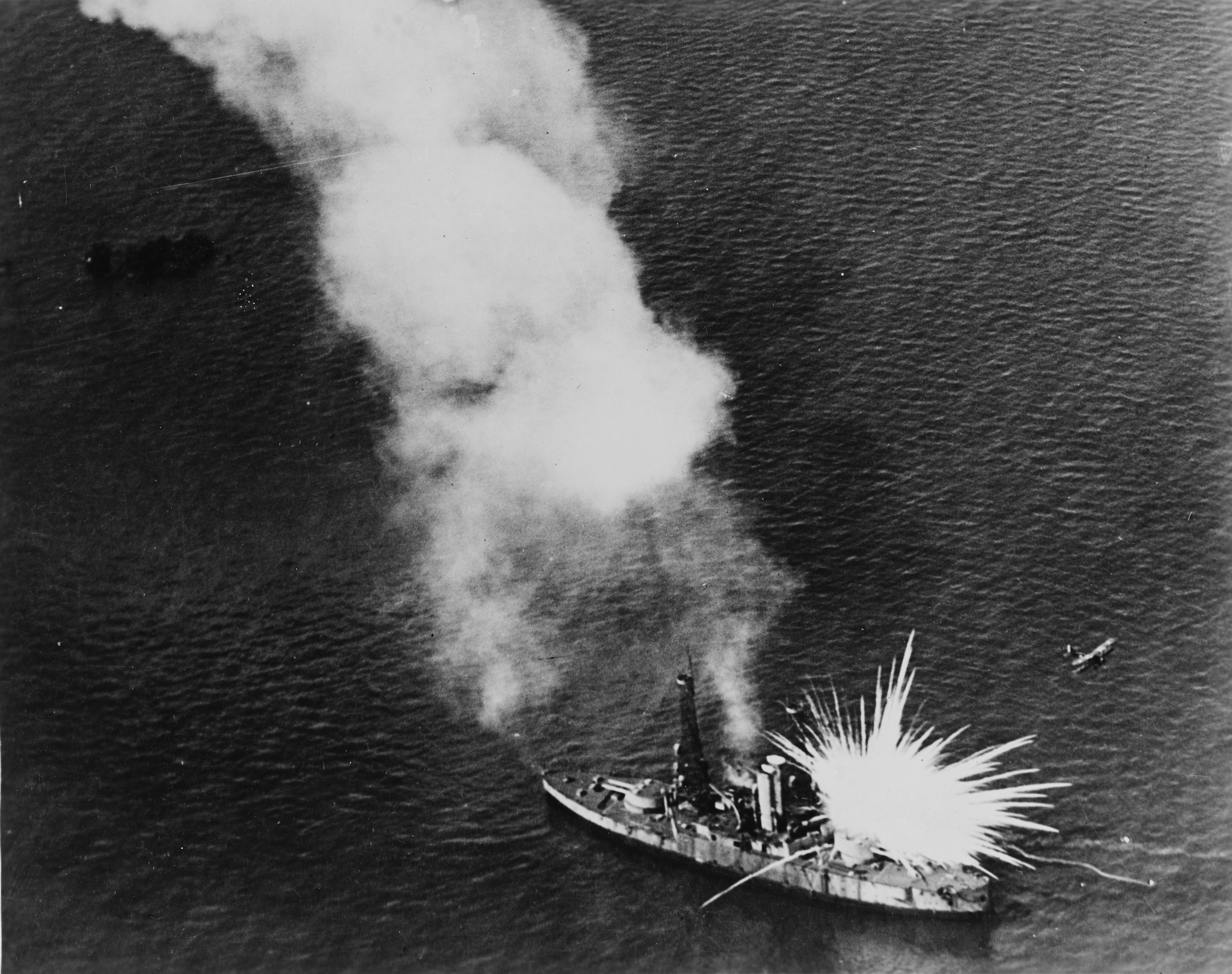
Alabama atingido por uma bomba de fósforo branco

O Alabama foi desativado pela última vez em 7 de maio de 1920, tendo passado os nove meses anteriores inativo na Filadélfia. O navio foi transferido para o Departamento de Guerra para uso como navio-alvo em 15 de setembro de 1921, e foi retirado do registro naval. Ele foi alocado para testes de bombardeio conduzidos pelo Serviço Aéreo do Exército dos Estados Unidos em 27 de setembro de 1921, sob a supervisão do General Billy Mitchell. Além do Alabama, os antigos encouraçados New Jersey e Virginia seriam afundados nos testes. A primeira fase do teste começou em 23 de setembro e incluiu testes com bombas químicas, incluindo gás lacrimogêneo e fósforo branco, para demonstrar como tais armas poderiam ser usadas para desativar sistemas de comando e controle e matar pessoal exposto. Naquela noite, outro teste ocorreu com bombas de demolição de 136 kg, cujo objetivo era determinar se os sinalizadores poderiam iluminar suficientemente um alvo para um bombardeio preciso. A segunda fase ocorreu na manhã seguinte e foi uma operação muito maior. A 1ª Brigada Aérea Provisória participou dos testes, que deveriam simular um cenário de combate. Um grupo de oito Royal Aircraft Factory SE5s, armados com bombas de 11 kg atacaram primeiro; suas bombas e tiros de metralhadora tinham como objetivo simular a limpeza dos conveses dos artilheiros antiaéreos em preparação para os bombardeiros pesados. Quatro bombardeiros Martin NBS-1 atacaram em seguida, com bombas de 136 kg a uma altitude de 1 500 pés (457 metros). Duas das bombas atingiram o convés em direção à proa. Mais três NBS-1s seguiram com bombas perfurantes de 499 kg, embora nenhuma delas tenha atingido o alvo.
Em 25 de setembro de 1921, ocorreu a última rodada de testes. Mais sete NBS-1s atacaram o vaso de guerra; três levaram estavam armados com bombas de 499 kg, enquanto as outras quatro unidades carregavam uma bomba de 910 kg cada. Uma das bombas de 910 kg atingiu perto do navio a bombordo; o efeito da mina causou danos consideráveis, com o Alabama começando a inclinar para o porto. Os bombardeiros marcaram mais dois quase acertos com as bombas de 910 kg, seguido de um acerto direto e dois quase-acertos com as bombas de 499 kg. A última bomba, de 910 kg, atingiu o navio em sua popa. A explosão quebrou as correntes de sua âncora, e o navio danificado começou a derivar em direção aos destroços de San Marcos e Indiana, este último tendo sido afundado em testes de bombardeio no início daquele ano. O navio permaneceu flutuando por mais dois dias antes de finalmente afundar em águas rasas em 27 de setembro de 1921. Mitchell tentou usar o naufrágio como prova da liderança do bombardeiro em seus esforços para garantir uma força aérea independente, embora a Marinha apontou que o navio estava estacionário, indefeso, não tripulado e não estava protegido com o mais recente esquema de blindagem "tudo ou nada". O naufrágio foi vendido como sucata em 19 de março de 1924.